# Grande Prêmio de San Marino de 1993
Resultados do Grande Prêmio de San Marino de Fórmula 1 realizado em Imola em 25 de abril de 1993. Quarta etapa da temporada, foi vencido pelo francês Alain Prost, da Williams-Renault.

## Resumo
- Últimos pontos de Philippe Alliot.

## Classificação da prova

### Treinos oficiais
| Pos.   | Nº | Piloto               | Construtor               | Tempo Q1 | Tempo Q2 | Diferença |
| ------ | -- | -------------------- | ------------------------ | -------- | -------- | --------- |
| 1      | 2  | Alain Prost          | Williams-Renault         | 1:22.788 | 1:22.070 | —         |
| 2      | 0  | Damon Hill           | Williams-Renault         | 1:22.540 | 1:22.168 | + 0.098   |
| 3      | 5  | Michael Schumacher   | Benetton-Ford            | 1:23.988 | 1:23.919 | + 1.849   |
| 4      | 8  | Ayrton Senna         | McLaren-Ford             | 1:24.042 | 1:24.007 | + 1.937   |
| 5      | 29 | Karl Wendlinger      | Sauber                   | 1:25.789 | 1:24.720 | + 2.650   |
| 6      | 7  | Michael Andretti     | McLaren-Ford             | —        | 1:24.793 | + 2.723   |
| 7      | 26 | Mark Blundell        | Ligier-Renault           | 1:25.405 | 1:24.804 | + 2.734   |
| 8      | 28 | Gerhard Berger       | Ferrari                  | 1:24.822 | 1:25.161 | + 2.752   |
| 9      | 27 | Jean Alesi           | Ferrari                  | 1:24.906 | 1:24.829 | + 2.759   |
| 10     | 25 | Martin Brundle       | Ligier-Renault           | 1:26.181 | 1:24.893 | + 2.823   |
| 11     | 6  | Riccardo Patrese     | Benetton-Ford            | 1:24.916 | 1:24.896 | + 2.826   |
| 12     | 12 | Johnny Herbert       | Lotus-Ford               | 1:25.742 | 1:25.115 | + 3.045   |
| 13     | 14 | Rubens Barrichello   | Jordan-Hart              | 1:26.142 | 1:25.169 | + 3.099   |
| 14     | 19 | Philippe Alliot      | Larrousse-Lamborghini    | 1:25.482 | 1:25.629 | + 3.412   |
| 15     | 9  | Derek Warwick        | Footwork-Mugen/Honda     | 1:25.971 | 1:25.901 | + 3.831   |
| 16     | 30 | J. J. Lehto          | Sauber                   | 1:25.941 | 1:26.358 | + 3.871   |
| 17     | 20 | Erik Comas           | Larrousse-Lamborghini    | 1:26.947 | 1:26.279 | + 4.209   |
| 18     | 4  | Andrea de Cesaris    | Tyrrell-Yamaha           | 1:27.312 | 1:26.429 | + 4.359   |
| 19     | 15 | Thierry Boutsen      | Jordan-Hart              | 1:26.810 | 1:26.436 | + 4.366   |
| 20     | 11 | Alessandro Zanardi   | Lotus-Ford               | 1:26.465 | 1:35.748 | + 4.395   |
| 21     | 10 | Aguri Suzuki         | Footwork-Mugen/Honda     | 1:26.707 | 1:26.657 | + 4.587   |
| 22     | 3  | Ukyo Katayama        | Tyrrell-Yamaha           | 1:27.569 | 1:26.900 | + 4.830   |
| 23     | 23 | Christian Fittipaldi | Minardi-Ford             | 1:27.753 | 1:27.277 | + 5.207   |
| 24     | 22 | Luca Badoer          | Scuderia Italia- Ferrari | 1:27.371 | 1:27.388 | + 5.301   |
| 25     | 24 | Fabrizio Barbazza    | Minardi-Ford             | 1:28.032 | 1:27.602 | + 5.532   |
| 26     | 21 | Michele Alboreto     | Scuderia Italia-Ferrari  | 1:27.801 | 1:27.771 | + 5.701   |
| Fonte: |    |                      |                          |          |          |           |

### Corrida
| Pos.   | Nº | Piloto               | Construtor               | Voltas | Tempo/Diferença | Grid | Pontos |
| ------ | -- | -------------------- | ------------------------ | ------ | --------------- | ---- | ------ |
| 1      | 2  | Alain Prost          | Williams-Renault         | 61     | 1:33:20.413     | 1    | 10     |
| 2      | 5  | Michael Schumacher   | Benetton-Ford            | 61     | + 32.410        | 3    | 6      |
| 3      | 25 | Martin Brundle       | Ligier-Renault           | 60     | +1 volta        | 10   | 4      |
| 4      | 30 | J. J. Lehto          | Sauber                   | 59     | Motor           | 16   | 3      |
| 5      | 19 | Philippe Alliot      | Larrousse-Lamborghini    | 59     | + 2 voltas      | 14   | 2      |
| 6      | 24 | Fabrizio Barbazza    | Minardi-Ford             | 59     | + 2 voltas      | 25   | 1      |
| 7      | 22 | Luca Badoer          | Scuderia Italia-Ferrari  | 58     | + 3 voltas      | 24   |        |
| 8      | 12 | Johnny Herbert       | Lotus-Ford               | 57     | Motor           | 12   |        |
| 9      | 10 | Aguri Suzuki         | Footwork-Mugen/Honda     | 54     | + 7 voltas      | 21   |        |
| Ret    | 11 | Alessandro Zanardi   | Lotus-Ford Motor Company | 53     | Rodou           | 20   |        |
| Ret    | 29 | Karl Wendlinger      | Sauber                   | 48     | Motor           | 5    |        |
| Ret    | 8  | Ayrton Senna         | McLaren-Ford             | 42     | Pane hidráulica | 4    |        |
| Ret    | 27 | Jean Alesi           | Ferrari                  | 40     | Embreagem       | 9    |        |
| Ret    | 23 | Christian Fittipaldi | Minardi-Ford             | 36     | Direção         | 23   |        |
| Ret    | 7  | Michael Andretti     | McLaren-Ford             | 32     | Rodou           | 6    |        |
| Ret    | 9  | Derek Warwick        | Footwork-Mugen/Honda     | 29     | Rodou           | 15   |        |
| Ret    | 3  | Ukyo Katayama        | Tyrrell-Yamaha           | 22     | Motor           | 22   |        |
| Ret    | 0  | Damon Hill           | Williams-Renault         | 20     | Freios          | 2    |        |
| Ret    | 20 | Erik Comas           | Larrousse-Lamborghini    | 18     | Motor           | 17   |        |
| Ret    | 4  | Andrea de Cesaris    | Tyrrell-Yamaha           | 18     | Câmbio          | 18   |        |
| Ret    | 14 | Rubens Barrichello   | Jordan-Hart              | 17     | Rodou           | 13   |        |
| Ret    | 28 | Gerhard Berger       | Ferrari                  | 8      | Câmbio          | 8    |        |
| Ret    | 25 | Thierry Boutsen      | Jordan-Hart              | 1      | Câmbio          | 19   |        |
| Ret    | 26 | Mark Blundell        | Ligier-Renault           | 0      | Rodou           | 7    |        |
| Ret    | 6  | Riccardo Patrese     | Benetton-Ford            | 0      | Rodou           | 11   |        |
| DNQ    | 21 | Michele Alboreto     | Scuderia Italia-Ferrari  |        |                 |      |        |
| Fonte: |    |                      |                          |        |                 |      |        |

## Tabela do campeonato após a corrida
| Pos.   | Piloto             | Pontos |
| ------ | ------------------ | ------ |
| 1      | Ayrton Senna       | 26     |
| 2      | Alain Prost        | 24     |
| 3      | Damon Hill         | 12     |
| 4      | Michael Schumacher | 10     |
| 5      | Mark Blundell      | 6      |
| Fonte: |                    |        |

| Pos.   | Construtor       | Pontos |
| ------ | ---------------- | ------ |
| 1      | Williams-Renault | 36     |
| 2      | McLaren-Ford     | 26     |
| 3      | Benetton-Ford    | 12     |
| 4      | Ligier-Renault   | 10     |
| 5      | Lotus-Ford       | 7      |
| Fonte: |                  |        |

- Nota: Somente as primeiras cinco posições estão listadas.